# 안드레이 라리코프
안드레이 비탈리예비치 라리코프(러시아어: Андре́й Вита́льевич Ларьков, 1989년 11월 25일~)는 러시아의 크로스컨트리 스키 선수이다. 2018년 동계 올림픽에서 남자 계주 은메달과 남자 50km 클래식 동메달을 획득했다.